# Abdel Malik Hsissane
Abdel Malik Hsissane, né le 28 janvier 1991 à Nîmes, est un footballeur franco-marocain évoluant actuellement au poste de milieu de terrain au Stade beaucairois.
Hsissane a été sélectionné deux fois avec l'équipe nationale espoirs marocaine.

## Biographie

### En club

#### Formation: parcours junior
Formé au Nîmes Olympique depuis les poussins, Abdel Malik Hsissane suit toute sa formation au club, à part une saison passée à l'Olympique d'Alès en Cévennes alors qu'il a 14 ans. L'année suivante, il revient au Nîmes Olympique, il poursuit sa progression au sein des équipes jeunes.
Titulaire en U 19, il participe 3 fois à la coupe Gambardella, notamment lors de la dernière édition où il a joué face à Alexandre Lacazette, en 32e de finale. L'Olympique lyonnais avait d'ailleurs remporté le match par 3 buts à 2.
Lors de la saison 2009-2010, éliminé en coupe Gambardella, Hsissane participe au bon parcours en coupe Gard lozère avec la réserve du N.O.
Cette année-là, les crocodilets iront jusqu'en finale, remportée face à l'ES d'Uzès Pont du Gard, 3 buts à 2 dans les prolongations. Malik sera titulaire lors de cette finale.

#### Saison 2010-2011: de l'équipe réserve à la Ligue 2
Il continue sa progression au sein du N.O et intègre la réserve professionnelle qui évolue en CFA 2.
Abdel Malik Hsissane apparaît à plusieurs reprises sur la feuille de match de l'équipe première qui évolue en Ligue 2, lors de la saison 2010-2011, contre Évian, Tours, Metz et l'AC Ajaccio, sans cependant entrer en jeu. Il fait finalement sa première apparition avec le groupe professionnel lors d'un déplacement contre le Vannes OC le 10 mai 2011.
Nîmes Olympique descendra en championnat National à l'issue de la saison, observé par de nombreux clubs de Ligue 2., il signe, le 16 juin 2011, son premier contrat professionnel d'une durée de deux ans avec son club formateur et porte le numéro 28.

#### Saison 2011-2012: la descente en National
Il commence le championnat National dès la première journée en remplaçant Amewou face à Vannes. 
Il sera rapidement titulaire au milieu de terrain aux côtés d'Emmanuel Corrèze et Sébastien Piocelle et enchaîne les matchs : seize apparitions (dont treize titularisations)
Il inscrit son premier but avec le maillot professionnel (face au SR Colmar). 
En décembre 2011 face à Créteil, il se blesse gravement : fracture  du péroné et double entorse de la cheville. Cette blessure vient ralentir sa progression et clôture sa saison. Nîmes Olympique est sacré champion de National et remonte en Ligue 2

#### Saison 2012-2013: le retour en L2
Rétabli pour le stage de début de saison à Megève, il fait son retour sur les terrains en amical contre l'AS Valence. Il commencera la saison comme titulaire.
Fin 2012, Abdel Malik Hsissane prolonge de deux ans son contrat avec son club formateur, qui court ainsi jusqu'en juin 2015. 
Lors de la saison 2012-2013, il jouera 19 matchs et sera 9 fois titulaire, Nîmes Olympique se retrouvera plusieurs fois dans la saison sur le podium mais finalement le club restera en Ligue 2.
Lors de la dernière journée de la saison 2012-2013 face à l'AJ Auxerre, il inscrit son premier but en Ligue 2.
Les crocodiles se feront éliminé à LOSC Lille en 32e de finale de la coupe de France. Hsissane participera au parcours en coupe

#### Saison 2013-2014: une saison pleine
Lors de la saison 2013-2014,Hsissane fera une saison plus pleine, en jouant 23 matchs en L2 dont 16 titularisations. Il jouera notamment au milieu de terrain avec Nenad Kovačević. Relancé par l'entraîneur Victor Zvunka, ils enchaînent 9 matchs comme titulaire, sa plus longue série en équipe fanion sous le maillot du N.O. Lors du changement d'entraîneur, René Marsiglia lui accorde sa confiance ce qui relance les performances de Malik.
Après une lutte pour le maintien et une saison difficile, le N.O finira 15e du championnat de L2.

#### Saison 2014-2015: des débuts difficiles
Dans le cadre de la préparation de la nouvelle saison 2014-2015, Hsissane se blesse lors d'un match amical, il réintègre l'entraînement avec le groupe professionnel début septembre,.
Hsissane rentrera en jeu pour la première fois de la saison lors de la 12e journée face à Auxerre. au stade des Costières, il retrouvera le milieu de terrain et sera titulaire lors des prochains matchs à domicile.
Nîmes Olympique se fera éliminer en 32e de finale de la coupe de France face à AS Monaco, Hsissane sera titulaire, il jouera notamment face à Jérémy Toulalan et João Moutinho,.
Il sera titulaire en championnat de Ligue 2 (15 titularisations) jusqu'au match au Havre où il se blesse au genou, sa saison sera finie. À l'issue de laquelle son contrat s'achève et le club ne lui propose aucune prolongation.

### En sélection
Il est titularisé pour la première fois avec l'équipe du Maroc espoirs, contre la Gambie en octobre 2011. Dans la foulée, il est titularisé face à la Côte d'Ivoire. Ce sont à ce jour ses deux seules apparitions en équipe nationale.

## Palmarès
- Nîmes Olympique :
  - Champion de France de National (D3) en 2012
  - Vainqueur de la Coupe Gard Lozère en 2010

## Statistiques de carrière
| Saison                | Club                  | Championnat           | Championnat | Championnat | Coupe nationale | Coupe nationale | Coupe de la Ligue | Coupe de la Ligue | Total | Total |
| Saison                | Club                  | Division              | M.          | B.          | M.              | B.              | M.                | B.                | M.    | B.    |
| 2010-2011             | Nîmes Olympique       | Ligue 2               | 1           | 0           | -               | -               | -                 | -                 | 1     | 0     |
| 2011-2012             | Nîmes Olympique       | National              | 16          | 1           | 2               | 0               | 1                 | 0                 | 19    | 1     |
| 2012-2013             | Nîmes Olympique       | Ligue 2               | 19          | 1           | 2               | 0               | -                 | -                 | 21    | 1     |
| 2013-2014             | Nîmes Olympique       | Ligue 2               | 23          | 0           | 1               | 0               | 2                 | 0                 | 26    | 0     |
| 2014-2015             | Nîmes Olympique       | Ligue 2               | 18          | 1           | 3               | 0               | -                 | -                 | 21    | 1     |
| 2016-2017             | AS Lyon-Duchère       | National              | 21          | 0           | 3               | 0               | -                 | -                 | 24    | 0     |
| 2017-2018             | Nîmes Olympique       | Ligue 2               | 3           | 0           | 0               | 0               | -                 | -                 | 3     | 0     |
| Total sur la carrière | Total sur la carrière | Total sur la carrière | 97          | 3           | 11              | 0               | 3                 | 0                 | 111   | 3     |